# Machi Asobi

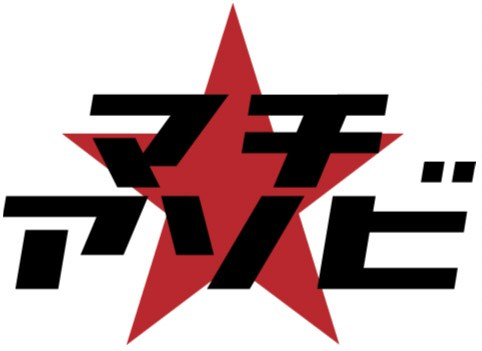
Machi Asobi標誌

Machi Asobi是日本的动画游戏娱乐展会，由动画制作公司ufotable企划制作，在德岛县德岛市主办。第一届活动于2009年10月举办，到场人数1.2万。起初每年在1月、5月、10月举办三次，2012年起改为每年5月和10月举办两次。至2019年5月為止，已舉辦22屆。

## 外部連結
- マチ★アソビ官方網站 （页面存档备份，存于）
- マチ★アソビ的部落格 （页面存档备份，存于）
- Machi Asobi的X（前Twitter）
- マチ★アソビCAFE 官方網站 （页面存档备份，存于）
- マチ★アソビ CAFE的X（前Twitter）
- ufotable 官方網站 （页面存档备份，存于）